# Некресі
Некресі (груз. ნეკრესი) — історична і археологічна пам'ятка у східній Грузії, в краю Кахетія, розташована між містом Кварелі і селом Шилда, біля підніжжя гір Великого Кавказу. На її території знаходиться нині діючий Некреський монастир, заснований в VI столітті.
Некресі відоме з ранньосередньовічних грузинських джерел як процвітаюче стародавнє місто. Археологічні експедиції, що почалися в 1984, виявили ознаки великого поселення, але його точні розміри невідомі, тому що навколо густий ліс, а також відсутні письмові джерела. Кілька великих споруд, розкопаних на всій ділянці археологічного об'єкта і переважно датованих пізньою Античністю, позначені слідами землетрусів і сильних руйнувань. Місто зменшилося до розміру села або кількох сіл у VIII столітті. Його головний монастир продовжував функціонувати, але саме місто було поглинуте лісом і поступово зникло з історичної пам'яті до свого повторного відкриття сучасними археологами.
До найбільш важливих археологічних відкриттів належать ранньохристиянські базиліки Чабукаурі і Долочопі, виноробня Нагебебі, а також зороастрійський храм вогню.

## Історія

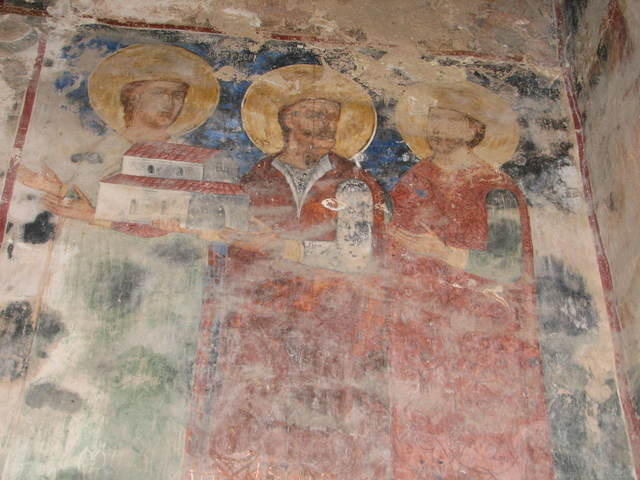
Цар Кахетії Леван зі своєю дружиною Тінатін і сином Олександром на фресці XVI століття з Некреської церкви Успіння Пресвятої Богородиці.

Некресі (іноді його називають Некрісі, ще рідше — Нелкарісі або Нелкарі) згадується в ранньосередньовічних грузинських хроніках як царський об'єкт у Кахетії, на сході історичної області Картлі, відомої в античних джерелах як Іберія. Заснування міста в Некресі приписується Фарнаджому, четвертому володареві з традиційного списку царів Картлі; він правив у 109–90 роках до н. е. згідно хронології Кирила Туманова. Дев'ятий цар, Аршак I (правив у 90–78 до н. е.), згідно з хронікою, прикрасив місто. Мірваноз, опікун хлопчика-царя Міріана III (правив у 284–361 і став першим християнським царем Картлі), зміцнив стіни міста. Царю Іберії Трдату (394–406) приписують заснування християнської церкви в Некресі. Дачі, син царя Вахтанга I (447–522), ймовірно, володів Некресі разом з Черемі в якості свого наділу.
У VI столітті пагорб у Некресі став домівкою для християнської чернечої спільноти, пов'язаної в середньовічній грузинській традиції з Абібосом. Він був одним з «тринадцяти сирійських отців», групою аскетів, які поширювали чернецтво по всій східній Грузії. Абібос проповідував серед горців долини Арагві і протистояв зороастрійцям, за що був ними вбитий, згідно з переказами.
Роль Некресі як великого міського та релігійного центру в епоху пізньої античності була підтверджена серією археологічних досліджень в період з 1984 по 2017. Руїни двох великих ранньохристиянських базилік виявлені на лісистих ділянках Чабукаурі і Долочопі, приблизно в чотирьох кілометрах один від одного. Перша була датована за допомогою радіовуглецевого аналізу періодом до 387, а друга ідентифікована дослідником Нодаром Бахтадзе як церква царя Трдата. На півдорозі між цими базиліками, біля підніжжя пагорба, на якому стоїть монастир Некресі, розкопаний зороастрийский храм вогню.
Після ряду землетрусів та іноземних вторгнень, особливо зі сторони арабів у VIII столітті, місто поступово занепадало. Некресі перетворилося в сільське поселення або групу сіл, а в пізньому середньовіччі і зовсім зникло, вкрившись густими лісовими хащами.
Монастир продовжував функціонувати, а також служив резиденцією місцевого єпископа, який носив титул Некреселі. У період відносно стабільного правління кахетинських царів Левана (правив у 1518—1574) і Олександра II (1574—1605) були укріплені оборонні споруди. Безперервні грабіжницькі набіги сусідніх племен Дагестану змусили єпископа у 1785 перевести свій престол з монастиря у відносну безпечну церкву Божої Матері в сусідньому селі Шилда. Незабаром після того, як в 1811 Російська імперія скасувала Грузинську церкву, єпархія Некресі була ліквідована, а потім і сам монастир закритий. Після розпаду СРСР колишнє єпископство було відновлено як єпархія Некресі в складі Грузинської православної церкви в 1995, а монастир знову заселений монахами у 2000.

## Пам'ятки

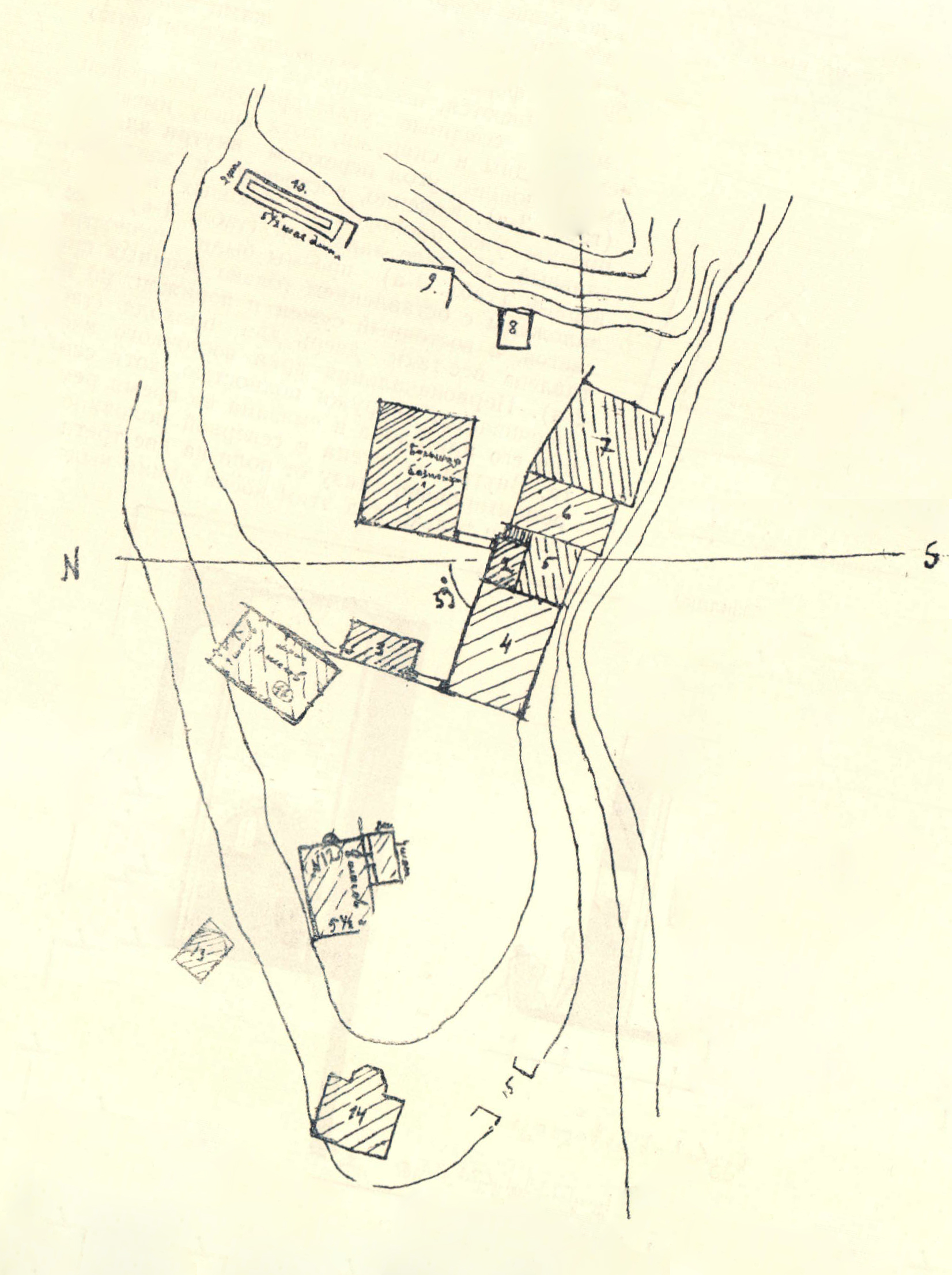
План монастиря Некресі.

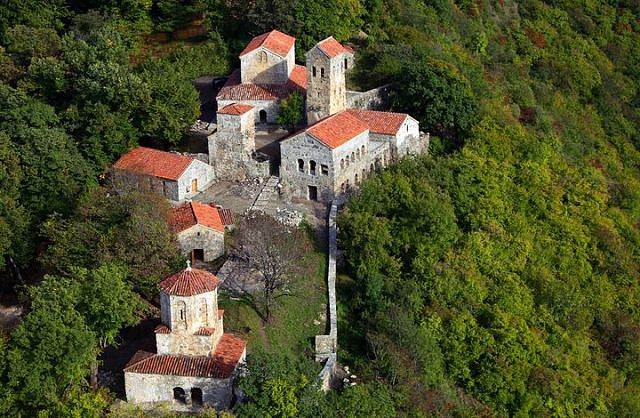
Монастир Некресі

Некресі займає рівнину з орними землями і лісисті схили підніжжя найпівденнішого відгалуження хребта Великого Кавказу, між руслами річок Дуруджі і Челті. Найбільш заселена в минулому частина міста простягнулася на 1,5 км між двома пагорбами: Назвреві (буквально «пагорб колишніх виноградників») на сході і Самархебіс-Сері («пагорб поховань») на заході. Перший із них увінчаний монастирем Некресі, а другий містить руїни комплексу Нагебебі. У центральній частині зруйнованого міста знаходяться руїни базиліки Чабукаурі. Ще одне велике поселення, ймовірно найбільш східний район міста, знаходилося на лівому березі Дуруджі, де виявлена базиліка Долочопі.

### Монастир Некресі
Монастир Некресі — це комплекс будівель, що включає в себе трьохцерковну базиліку Успіння Пресвятої Богородиці та поховальну каплицю VI століття, церкву Архангела Михаїла VIII або IX століття, єпископський палац IX століття, а також трапезну XII століття, оборонну вежу XVI століття і руїни складів та інших господарських приміщень. Поховальна каплиця довго вважалася, за визначенням Георгія Чубінашвілі, прото-базилікою IV століття і однією з найбільш ранніх християнських церков Грузії. Припускали, що вона побудована на місці колишньої зороастрійської святині, але наступні археологічні розкопки не підтвердили цього. У підсумку споруда була остаточно ідентифікована як поховальна каплиця VI століття.

### Храм вогню

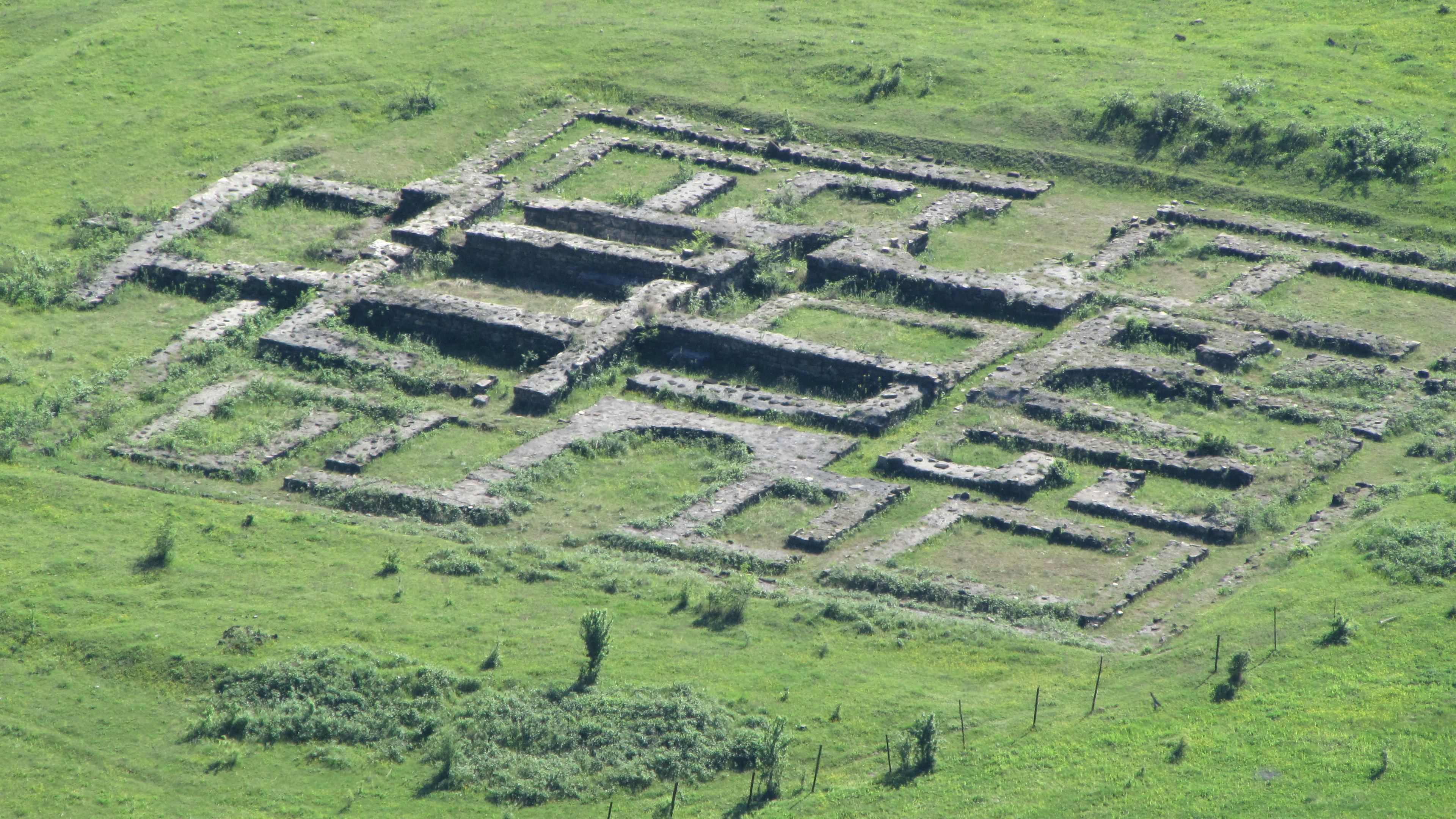
Некреський храм вогню

Залишки зороастрійського святилища, умовно відомого як Некреський храм вогню, були знайдені трохи південніше від монастиря, біля підніжжя гори Назвреві. Це складна, прямокутна в плані структура, яка відбудовувалася двічі з II по IV століття. Радіовуглецевий аналіз слідів вугілля з руїн храму показав V століття як імовірний час його руйнування. Міжнародні дослідження об'єкту показали, що храм був облаштований відповідно до літнього і зимового сонцестояння, а отже міг містити елементи сонячного поклоніння. Альтернативна інтерпретація полягає в тому, що комплекс був маніхейською святинею.

### Базиліки Чабукаурі і Долочопі
Руїни базилік Чабукаурі і Долочопі виявлені в 1,5 км на північний захід і в 3,5 км на схід від монастиря Некресі, відповідно, в 1998 і 2012. Перша датується IV—V століттям, а друга відноситься до періоду до 387. Ці відкриття суперечили домінуючій теорії, яка твердила, що ранньохристиянські церковні будівлі в східній Грузії зазвичай обмежувалися невеликими і простими каплицями. Обидві церкви є попередницями трьохцерковної базиліки, своєрідної грузинської конструкції, в якій зв'язок між трьома навами був відсутнім або значно обмеженим.

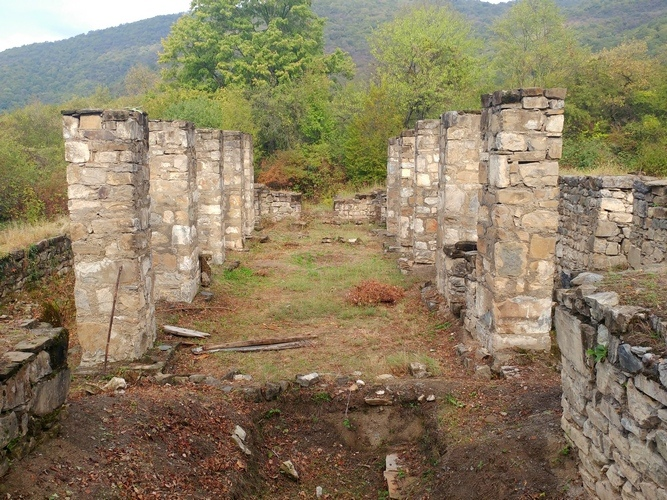
Колонада базиліки Чабукаурі

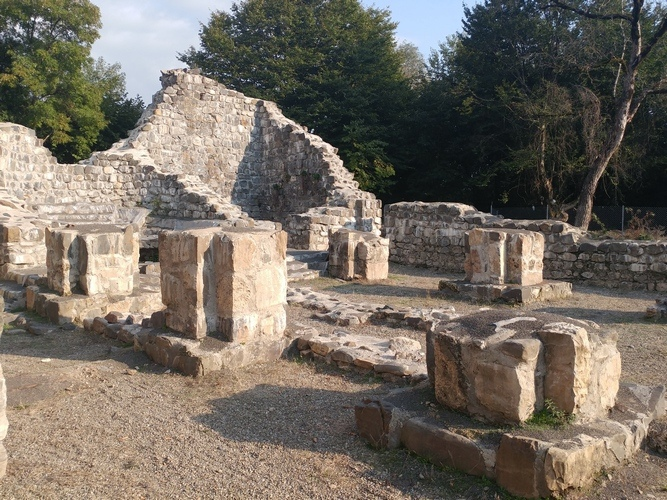
Руїни базиліки Долочопі

### Комплекс Нагебебі
В ході археологічних розкопок у західній частині Некресі, на місці, відомому як Нагебебі, виявлена кам'яна виноробня, прямокутна в плані. Вона займає площу 20 на 20 м. і містить п'ять великих винних пресів і дві цистерни. Інвентар в основному обмежується керамікою, іноді глазурованою. Будівля датується IV—V століттям. У шарі під виноробнею виявлені залишки дохристиянського святилища, з ритуальними і жертовними ямами, а також поховання, що датуються, виходячи з особливостей знайденої кераміки, III—II століттями до н. е.
Приблизно в 30 метрах від виноробні знаходяться руїни трьохцерковної базиліки VI століття, зовнішній вигляд якої був змінений на початку VIII століття, ймовірно, в результаті ворожого нападу, про що свідчать сліди вогню. Фрагменти кераміки XII—XIII століть, знайдені на підлозі церкви, вказують на те, що церква все ще використовувалася в той період, будучи зруйнованою аж в XIV столітті, можливо, в результаті вторгнення Тамерлана в Грузію. Навколо церкви розташовано кілька поховань.

#### Некреські написи
Виноробня Нагебебі стала місцем резонансного відкриття в 1986 і 1987 мінімум шести фрагментованих грузинських написів, вирізаних на кам'яних плитах шрифтом «асомтаврулі», які були повторно використані при будівництві більш пізніх споруд. Ґрунтуючись на особистих іменах, згаданих в цих текстах, і відсутності натяків на християнство, Леван Чілашвілі, головний археолог в Некресі, датував їх дохристиянським періодом. Найбільш ранній напис він відніс до IV–II століття до н.е., а найпізніший — до IV століття н. е. Більшість грузинських та іноземних археологів і лінгвістів, включно з наступником Чілашвілі Нодаром Бахтадзе, вважають це датування малоймовірним і датують ці написи в межах визнаних рамок періоду ранньогрузинської писемності (V століттям н. е. або пізніше). Стівен Рапп передбачає, що написи можуть бути прикладом використання грузинської писемності нехристиянськими і особливо зороастрійськими громадами в пізньоантичній східній Грузії.

### Троїцька церква
Троїцька церква Некресі знаходиться приблизно за 3 км на північний захід від монастиря Некресі, на лісистому пагорбі, відомому як Кудігора. Це трьохцерковна базиліка VI–VII століття, що займає площу 3,7 на 3,2 м. Вона, ймовірно, функціонувала як допоміжна обитель і скит монастиря Некресі, який діяв приблизно до XIV століття. Після цього будівлю іноді використовували для церковних служб. В ході археологічних розкопок виявлено кілька поховань, шматки кераміки, а також бивні кабана, відкладені в шарах XI–XIII століть, що нагадують про давню традицію жертвопринесення кабана в Некресі.

## Див.також
- Монастир у Некресі